# Phthonandria atrilineata
Phthonandria atrilineata là một loài bướm đêm trong họ Geometridae.